# Kasia Smutniak
Kasia Smutniak [ˈkaɕa ˈsmutɲak], née Katarzyna Anna Smutniak le 13 août 1979 à Piła (Pologne), est un mannequin et une actrice polonaise naturalisée italienne.

## Biographie
Fille de Zenon Smutniak, commandant et futur général de l'armée de l'air polonaise, elle a grandi au contact du monde de l'aviation, héritant ainsi de la passion de son père pour le vol, à tel point qu'à l'âge de 16 ans, elle a obtenu sa licence de pilote. À seulement 17 ans, elle a participé à un concours de beauté en Pologne, où elle est arrivée deuxième. Elle commence à travailler comme mannequin pour les stylistes les plus prestigieux dans différentes parties du monde : Japon, États-Unis, Royaume-Uni et Italie, où elle vit depuis 1998.
Elle a commencé sa carrière en étant sélectionnée comme top model ; choisie par des découvreurs de talents dans les auditions de la campagne de lancement de la nouvelle marque de mode de Marcello Mastrantuono « Expensive », elle a obtenu une mention dans le 18e événement annuel de l'ADCI (Art Directors Club Italiano), grâce aux photos de Zooi Di Lorenzo, puis elle figure dans la campagne publicitaire 2002 de TIM.

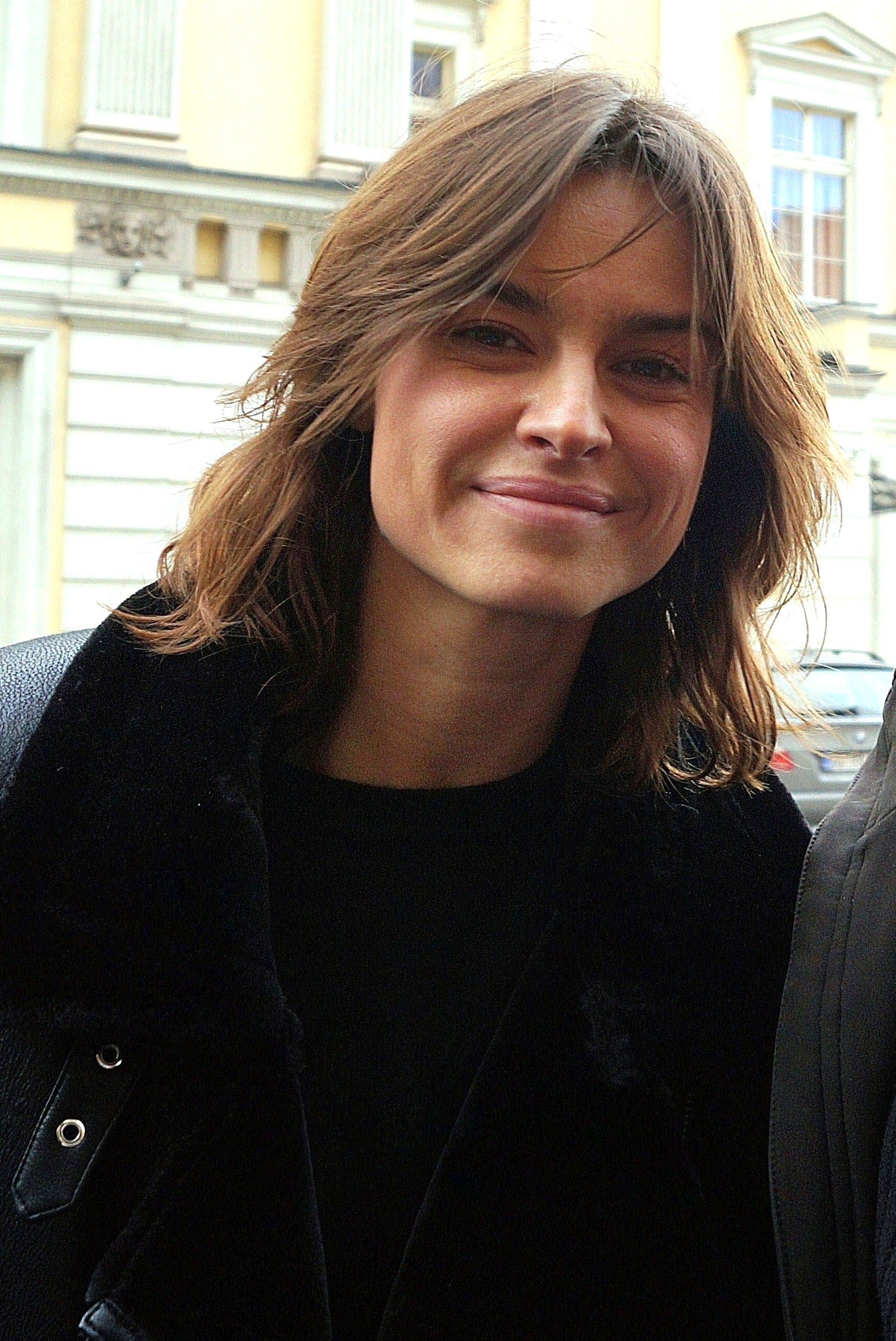
Kasia Smutniak en 2016.

Elle débute au cinéma en 2000 avec le film Al momento giusto, réalisé par Giorgio Panariello, et en 2003 elle joue dans Radio West, où elle rencontre son futur compagnon Pietro Taricone. Par la suite, elle alterne cinéma et télévision : elle joue dans plusieurs feuilletons télévisés, dont les deux saisons de la mini-série Questa è la mia terra (2006-2008), réalisée par Raffaele Mertes, et Rino Gaetano - Ma il cielo è sempre più blu (2007), réalisée par Marco Turco, une mini-série consacrée à Rino Gaetano, avec Claudio Santamaria dans le rôle du chanteur décédé prématurément en 1981.
Parmi les films qu'elle a tournés au cinéma, citons Ora e per sempre (it), réalisé par Vincenzo Verdecchi, et 13dici a tavola (it), réalisé par Enrico Oldoini, tous deux en 2004, et Nelle tue mani (it), réalisé par Peter Del Monte (2007), avec lequel elle a remporté le Globe d'or de la révélation féminine en 2008. Les films Tutta colpa di Giuda (it) (réalisé par Davide Ferrario) et Barbarossa (réalisé par Renzo Martinelli) datent de 2009, tandis que From Paris with Love (réalisé par Pierre Morel et produit par Luc Besson), Scontro di civiltà per un ascensore a Piazza Vittorio (réalisé par Isotta Toso), et La passione (réalisé par Carlo Mazzacurati) datent de 2010. En 2012, elle est la marraine de la 69e Mostra de Venise. En 2013, elle incarne Franca Gandolfi, la femme de Domenico Modugno, dans Volare - La grande storia di Domenico Modugno, une mini-série télévisée italienne en deux épisodes, réalisée par Riccardo Milani et produite par Rai Fiction, diffusée les 18 et 19 février 2013 sur Rai 1.
Trois ans plus tard, elle revient au cinéma avec Tutti contro tutti (it) de et avec Rolando Ravello, puis Benvenuto Presidente! (it) avec Claudio Bisio, toujours sous la direction de Riccardo Milani. Le 1er avril, elle fait ses débuts sur Sky Cinema 1 dans la série In Treatment (it) dans le rôle de la séduisante Sara aux côtés de Sergio Castellitto. Dans le cadre du Festival de Sanremo 2014, elle aide à annoncer les chansons des différents artistes qui passent le tour. Quelques semaines plus tard, le film Allacciate le cinture, (réalisé par Ferzan Özpetek) sort au cinéma, pour lequel elle remporte le Ruban d'argent de la meilleure actrice et elle est nommée pour le David di Donatello, mais ne le remporte pas. La même année, elle est choisie par Fendi pour promouvoir le nouveau parfum Furiosa.
En 2016, elle joue dans Perfetti sconosciuti (réalisé par Paolo Genovese) tandis qu'en 2017, elle partage l'affiche du film Femme et Mari de Simone Godano et du film Made in Italy de Luciano Ligabue. En 2019, elle joue dans (Nie)znajomi (pl), un remake polonais du film Perfetti sconosciuti, reprenant le rôle qu'elle a joué dans l'original italien.
En juin 2018, elle décroche un Ruban d'argent de la meilleure actrice dans un second rôle pour son rôle de Kira dans la comédie dramatique biographique Silvio et les Autres (2018) de Paolo Sorrentino sur l'ancien Premier ministre italien Silvio Berlusconi (interprété par Toni Servillo). En juin 2018, elle joue dans une nouvelle version hollywoodienne des aventures du Docteur Dolittle d'après le roman de Hugh Lofting aux côtés de Robert Downey Jr. dans le rôle-titre, ainsi que l'actrice française Marion Cotillard.

En 2019, elle est choisie par Sky Studios pour incarner l'impératrice Livie (Livia Drusilla) dans la série télévisée historique Domina. Interrogée sur ce rôle lors du tournage, elle déclare : 

« Je suis ravie de jouer un personnage aussi complexe que Livia Drusilla. [..] En tant que pionnière dans la défense des droits des femmes, elle était une femme dure qui était à la fois crainte et chérie, et assez forte pour sceller le sort de l'Empire romain. »

En 2023, elle fait ses débuts de réalisatrice avec le documentaire Mur, qui traite de la crise frontalière entre la Biélorussie et la Pologne. Elle reçoit un prix pour ce film au Festival international du film de Terni.

### Vie privée
Sur le tournage du film Radio West (it) (2003), elle a rencontré Pietro Taricone (it), avec qui elle a entretenu une relation amoureuse jusqu'à sa mort soudaine dans un accident de parachutisme survenu le 29 juin 2010. Ensemble, ils ont eu une fille, Sophie, née le 4 septembre 2004. À l'été 2011, elle se lie avec le producteur Domenico Procacci. Le 20 août 2014, le premier enfant du couple, Leone, naît dans une clinique de Rome,. Ils se marient le 16 septembre 2019,.
Polyglotte, elle parle l'italien, le polonais, l'anglais et le russe.
Environ trois mois avant les élections parlementaires italiennes de 2022, elle prend une position politique, via des billets Instagram, en soutenant Emma Bonino et en s'opposant à Giorgia Meloni, qui a été destinataire d'une série d'insultes la visant de la part de l'actrice, qui s'est ensuite excusée en écrivant « scusate, mi è partita la vena » (litt. « Pardon, je me suis laissée aller »),.

## Filmographie

### Cinéma
- 2000 : Al momento giusto de Giorgio Panariello et Gaia Gorrini : Serena
- 2002 : Haker de Janusz Zaorski : Laura
- 2003 : Radio West (it) d'Alessandro Valori : Iliana
- 2004 : Ora e per sempre (it) de Vincenzo Verdecchi : Sally
- 2004 : 13dici a tavola (it) d'Enrico Oldoini : Anna
- 2007 : Nelle tue mani (it) de Peter Del Monte : Mavi
- 2008 : Caos calmo d'Antonello Grimaldi : Jolanda
- 2008 : Carnera: The Walking Mountain de Renzo Martinelli : Emilia Tersini
- 2009 : Tutta colpa di Giuda (it) de Davide Ferrario : Irena
- 2009 : Barbarossa de Renzo Martinelli : Eleonora
- 2009 : Goal! 3: Taking on the World d'Andrew Morahan : Sophia Tardelli
- 2010 : Scontro di civiltà per un ascensore a Piazza Vittorio d'Isotta Toso : Giulia
- 2010 : La passione de Carlo Mazzacurati : Caterina
- 2010 : From Paris with Love de Pierre Morel : Caroline
- 2012 : Le Quatrième pouvoir (Die vierte Macht) de Dennis Gansel : Katha
- 2013 : Benvenuto Presidente! (it) de Riccardo Milani : Janis
- 2013 : Tutti contro tutti (it) de Rolando Ravello : Anna
- 2014 : Allacciate le cinture de Ferzan Özpetek : Elena
- 2015 : Contes italiens (Maraviglioso Boccaccio) de Paolo & Vittorio Taviani : Ghismunda
- 2016 : Perfetti sconosciuti de Paolo Genovese : Eva
- 2017 : Moby Dick (court métrage) de Nicola Sorcinelli : Bianca
- 2017 : Femme et mari (Moglie e marito) de Simone Godano : Sofia
- 2018 : Silvio et les Autres (Loro) de Paolo Sorrentino : Kira
- 2018 : Made in Italy de Luciano Ligabue  : Sara
- 2018 : Le Garçon le plus heureux du monde (it) (Il ragazzo più felice del mondo) de Gian Alfonso Pacinotti : l'actrice célèbre
- 2018 : La profezia dell'armadillo (it) d'Emanuele Scaringi  : l'opératrice écologique
- 2018 : La prima pietra de Rolando Ravello : Madame Hatab
- 2019 : Un soir en Toscane (Dolce fine giornata) de Jacek Borcuch : Anna
- 2019 : Venetikà (court métrage) de Ferzan Özpetek
- 2019 : (Nie)znajomi (pl) de Tadeusz Sliwa : Ewa
- 2020 : Le Voyage du Docteur Dolittle (Dolittle) de Stephen Gaghan : Lily Dolittle
- 2021 : 3/19 de Silvio Soldini : Camilla
- 2022 : Le Colibri (Il colibrì) de Francesca Archibugi : Marina Molitor
- 2022 : Pantafa (it) d'Emanuele Scaringi

### Télévision
- 2004 : Ultimo 3 - L'infiltrato (TV) : Anna De Rosa
- 2006 : La moglie cinese : Ilja
- 2007 : Giuseppe Moscati (TV) : Elena Cajafa
- 2007 : Questa è la mia terra vent'anni dopo : Giulia Corradi
- 2008 : Rino Gaetano - Ma il cielo è sempre più blu (TV) : Irene
- 2008 : Il Commissario De Luca : Laura Utimperger (1 épisode)
- 2021 : Domina (série télévisée) : Livie (Livia Drusilla)
- 2020 à la télévision: « Nina Morgan » dans la série Devils

## Distinctions
- Rubans d'argent 2018 : Meilleure actrice dans un second rôle pour Loro.